# Giusto de' Menabuoi
Giusto de' Menabuoi, italijanski renesančni slikar, * 1330, Firence, † 1390, Padova.
1. 1 2  RKDartists
2. 1 2  Artists of the World Online, Allgemeines Künstlerlexikon Online, AKL Online — B: K. G. Saur Verlag, Verlag Walter de Gruyter, 2009. — ISSN 2750-6088 — doi:10.1515/AKL
3. 1 2 3  Benezit Dictionary of Artists — OUP, 2006. — ISBN 978-0-19-977378-7
4. ↑  MutualArt.com — 2008.